# Австро-венгерские бронепоезда
Австро-венгерские бронепоезда (нем. Panzerzugе) — бронепоезда австро-венгерских сухопутных войск в Первой мировой войне.

## История

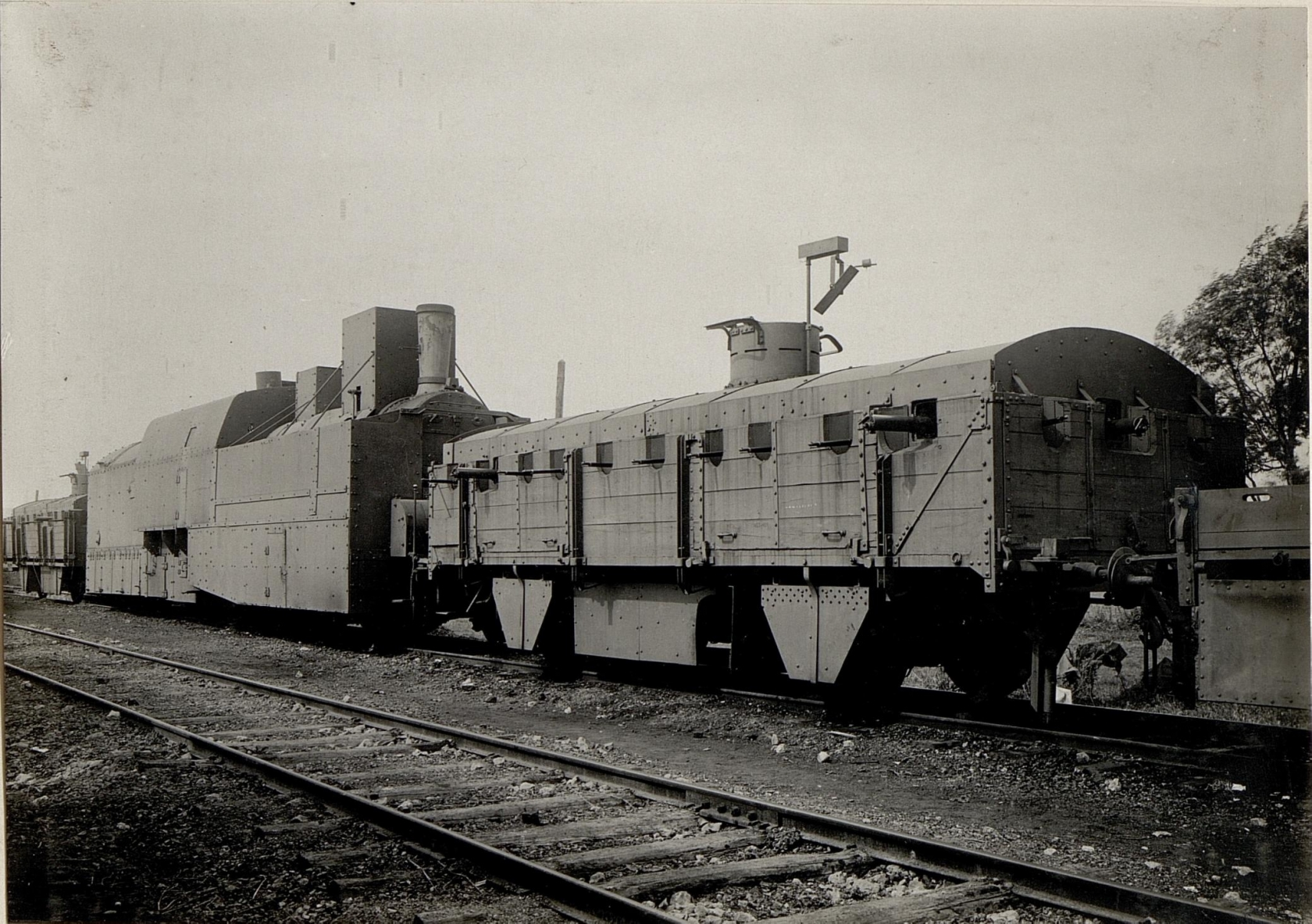
Panzerzug № XI. Гиновичи. 1917

Австро-венгерской армии принадлежит приоритет в постройке и использовании бронепоездов в Первой мировой войне. Строительство армией бронепоездов (бепо) было начато сразу же после объявления войны.
Первый австро-венгерский бронепоезд построил в сентябре 1914 года в Галиции 15-й железнодорожно-строительный дивизион капитана Шоебера. Конструктивно он - два двухосных вагона бронированных 8-12 миллиметрами конструкционной стали на каркасе из рельсов. Вооружены пулеметами. Подобный бронепоезд построил и 5-м железнодорожно-строительный дивизион капитана Коссовича. Оба бронепоезда действовали на линии Мукачево – Стрый. Затем им присвоены индексы K.u.K. Panzerzug № X и K.u.K. Panzerzug № XI.

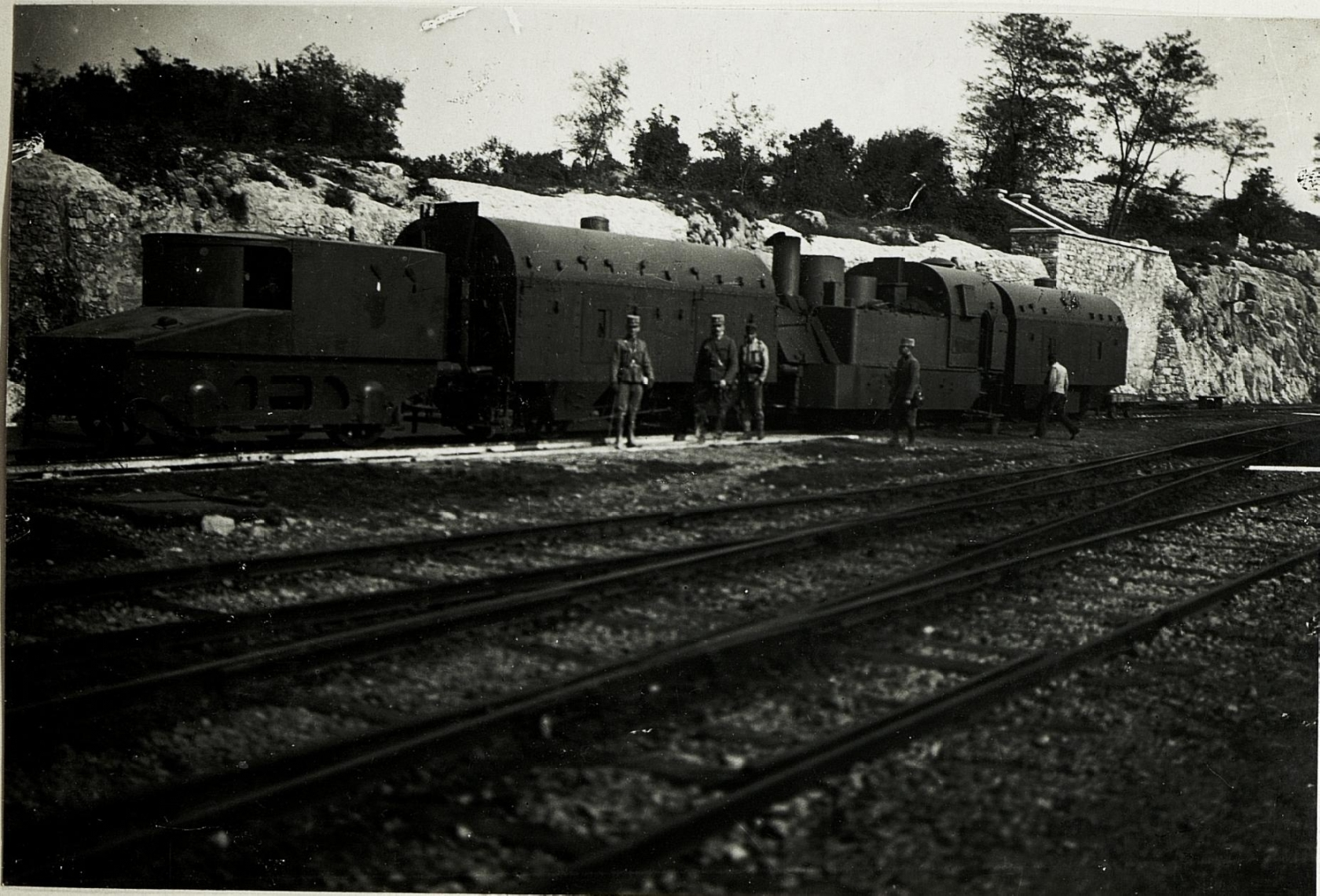
Panzerzug № I. Набережное

Действия этих самодельных бронепоездов успешны и в октябре 1914 года командование армии заказывает будапештскому паровозостроительному заводу MAVAG 8 бронепоездов: Panzerzug № I — Panzerzug № VIII. Как локомотив они использовали паровоз-танк серии 377 венгерской железнодорожной компании (MAV). В бронепоезда входили две-одна пехотная (для десанта и пулеметов) и одна-две пушечные бронеплощадки. На первых K.u.K. Panzerzug I и K.u.K. Panzerzug II пушечная бронеплощадка казематная, на остальных - башенная.
Первый бронепоезд Panzerzug № I передали армии 5 декабря 1914 года.

## Характеристики K.u.K. Panzerzug  I — Panzerzug № VIII

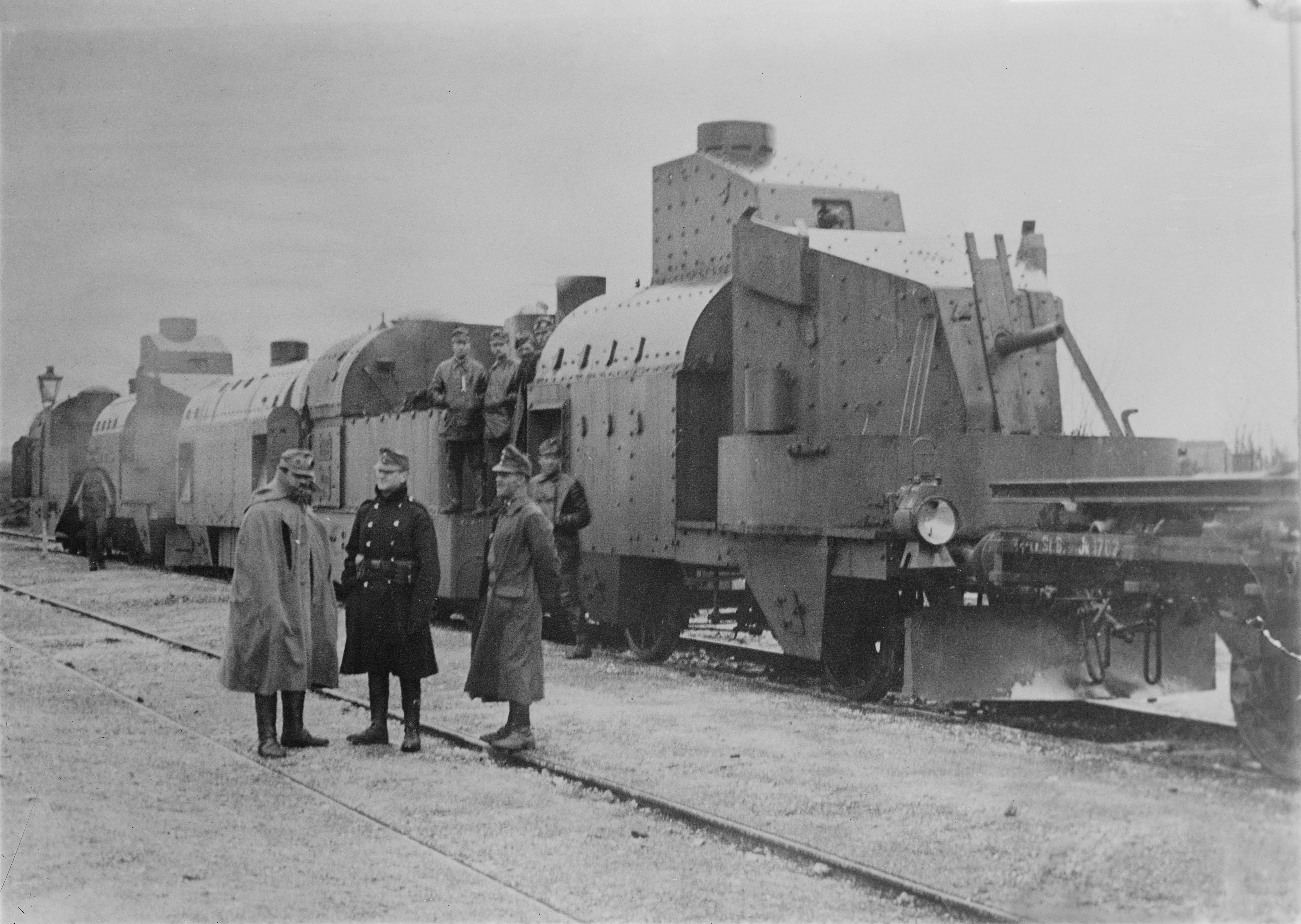
Panzerzug № III. 27.11.1914

Бронепаровоз-танк: МАВАГ серии 377, длина 8100 мм, ширина 2900 мм, высота 4000 мм, осевая формула 0-3-0, мощность машины, работающей на насыщенном паре 300 л.с., тяга 3900 кг, масса угля 1 т, объем воды 4,8 м3, вес с броней и углем 36 тонн, броня толщиной 12 мм;
Пехотный броневагон: длина 7900 мм, ширина 2900 мм, высота 3750 мм, вес 18,5 т, толщина брони 12 мм, вооружение: 4 8-мм пулемёта Шаврцлозе;
Артиллерийский броневагон: длина 7900 мм, ширина 2900 мм, высота 4800 мм, вес 21,4 т, толщина брони 12 мм, вооружение: 3-6 8-мм пулемётов Шаврцлозе, одна 7-см или 8-см (76,5 мм) пушка М5.

## Состав и применение

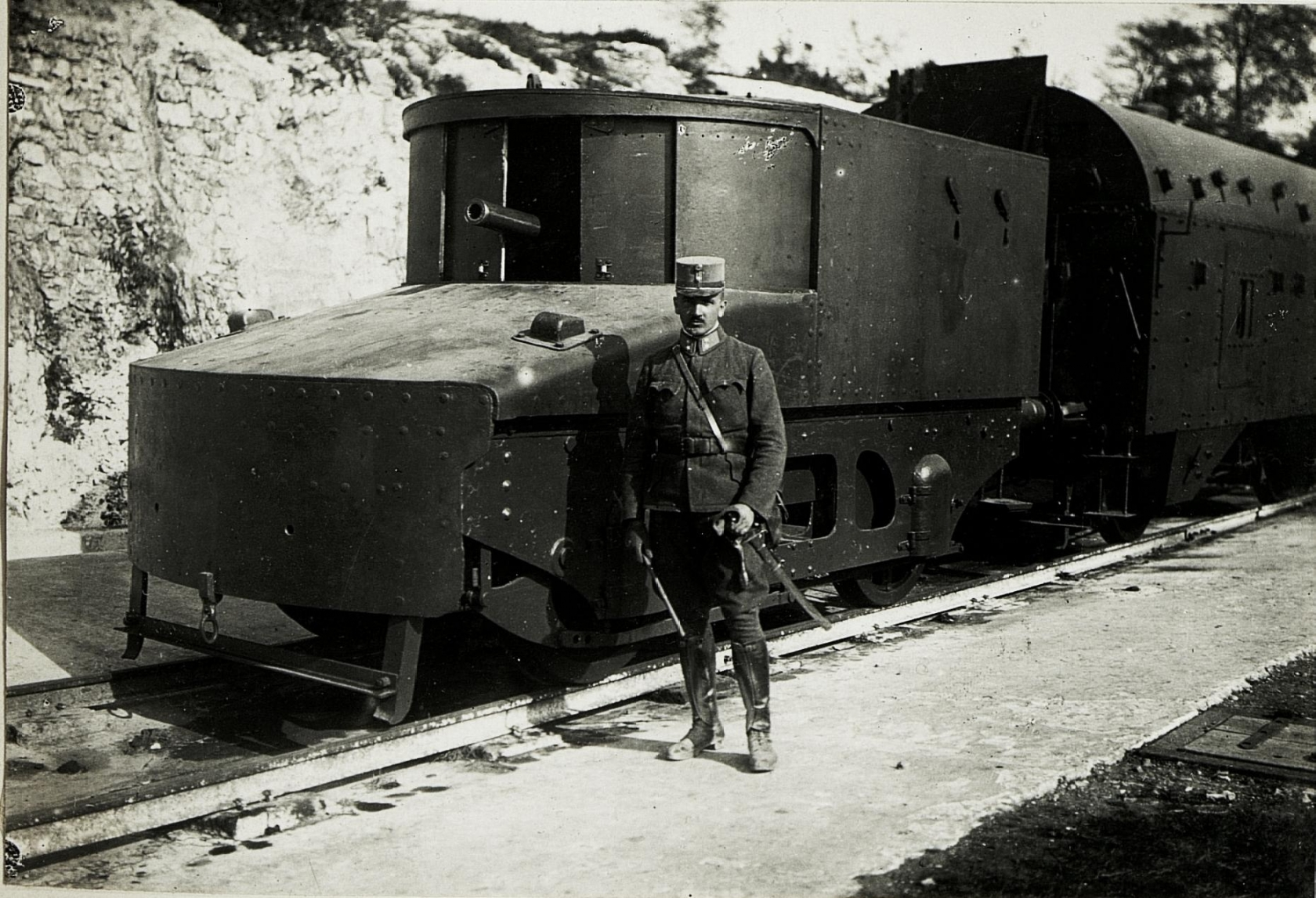
Panzerzug № I. Набережное Впереди артиллерийский броневагон

Всего за годы Первой мировой в Австро-Венгрии было построено 11 бронепоездов.
1. Panzerzug № I (артиллерийский броневагон, пехотный броневагон за ним, бронепаровоз в середине, пехотный броневагон). Взорван экипажем.
2. Panzerzug № II (артиллерийский броневагон, пехотный броневагон за ним, бронепаровоз в середине, пехотный броневагон). Достался Чехословакии; возможно частично вошёл в состав германского Panzerzug 23.
3. Panzerzug № III (2 артиллерийских броневагона спереди и сзади, 2 бронепаровоза за ними и пехотный броневагон в середине). В конце войны захвачен поляками на станции Краков-Прокоцим, далее "Piłsudczyk".
4. Panzerzug № IV (артиллерийский броневагон, пехотный броневагон за ним, бронепаровоз в середине, пехотный броневагон). Достался Венгрии, с 1.11.1918 переименован в I.
5. Panzerzug № V (пехотный броневагон, бронепаровоз в середине, пехотный броневагон). В конце войны захвачен поляками на станции Краков-Прокоцим, далее "Śmiały".
6. Panzerzug № VI (пехотный броневагон, бронепаровоз в середине, пехотный броневагон). Достался Венгрии, с 1.11.1918 переименован в II.
7. Panzerzug № VII (артиллерийский броневагон, пехотный броневагон за ним, бронепаровоз в середине, пехотный броневагон). Достался Венгрии, с 1.11.1918 переименован в III.

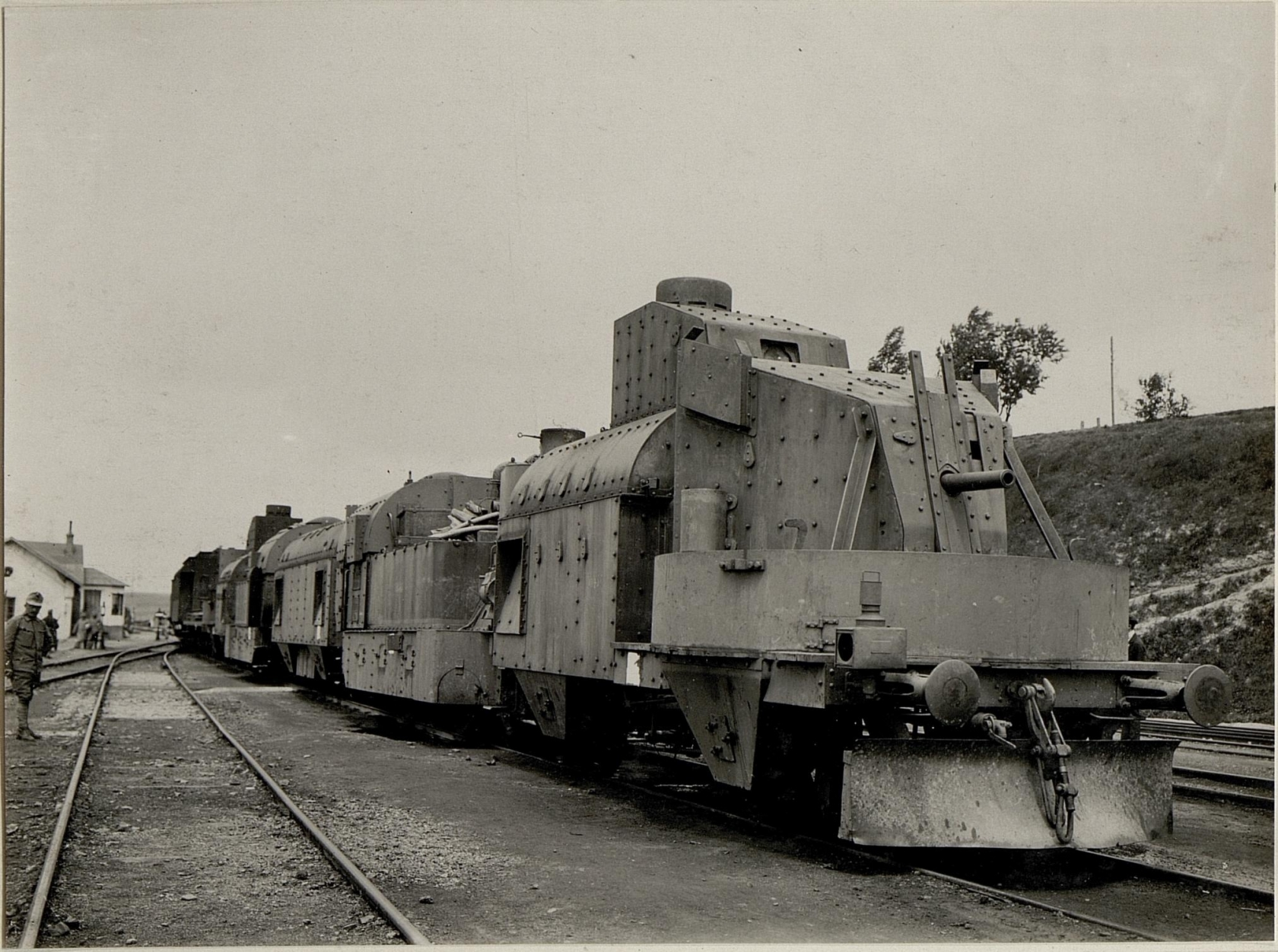
Panzerzug № VIII. Зборов. 1916

8. Panzerzug № VIII (2 артиллерийских броневагона спереди и сзади, 2 бронепаровоза за ними и пехотный броневагон в середине). Достался Чехословакии, переименован в «Orlik» в честь применявшегося Чешским Корпусом одноимённого БП.

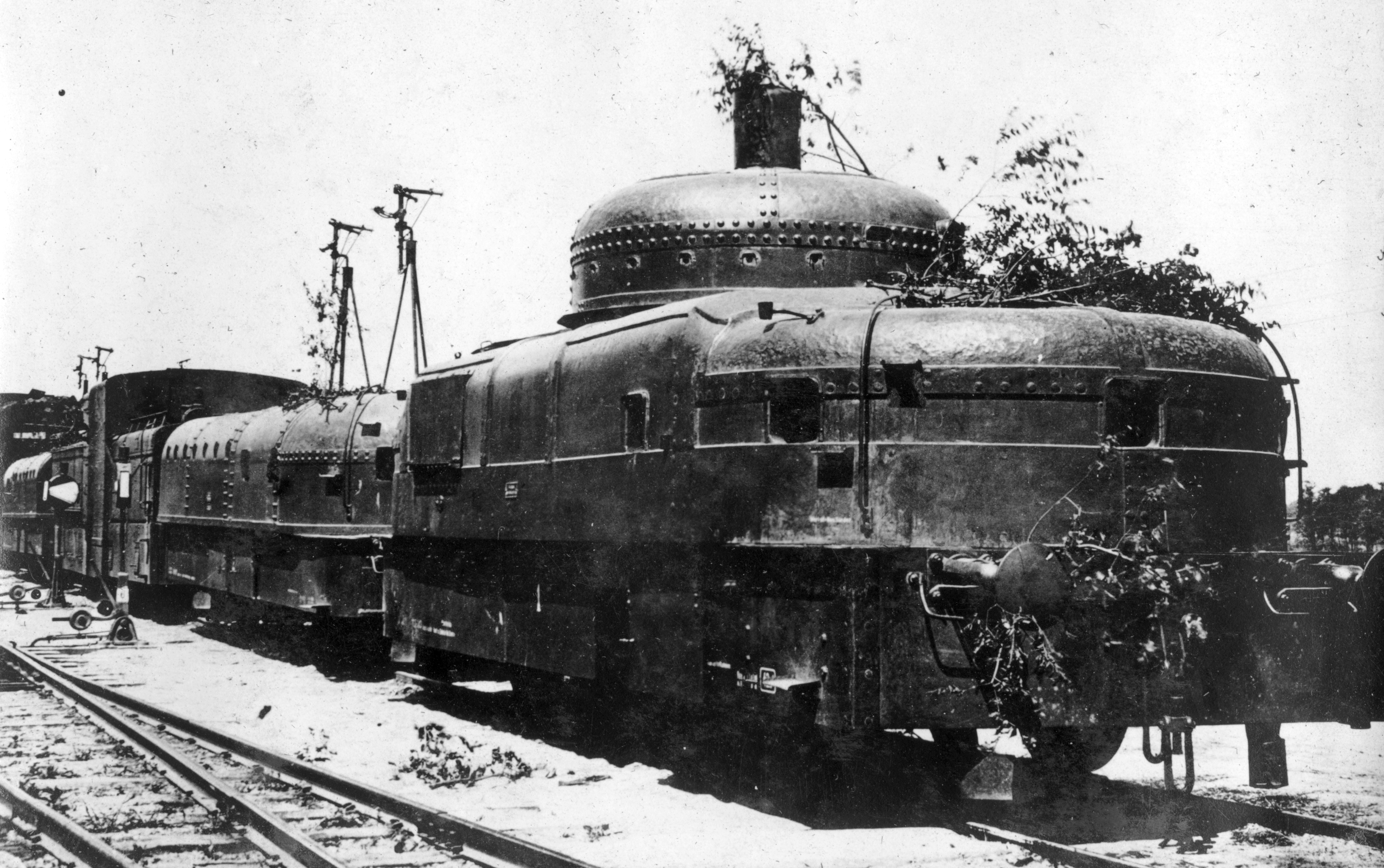
Panzerzug № IX. Впереди артиллерийский мотоброневагон

9. Panzerzug № IX (артиллерийский мотоброневагон, пехотный броневагон за ним, бронепаровоз в середине, пехотный броневагон). Достался Венгрии, с 1.11.1918 переименован в V. После войны — в Венгерской Красной армии под номером III, затем разделен на два БП с номерами 2 (позже 102) и 4 (104).
10. Panzerzug №X (пехотный броневагон, бронепаровоз в середине, пехотный броневагон)
11. Panzerzug №XI (пехотный броневагон, бронепаровоз в середине, пехотный броневагон)
Особняком бронепоезд Panzerzug № IX. Пехотные и артиллерийские броневагоны сделаны на основе трехосных полувагонов. Артиллерийский броневагон, вдобавок, имел двигатель внутреннего сгорания и имел возможность автономного хода.
В 1914-1915 годах эти бронепоезда широко применяли при обороне Карпат и на железных дорогах Галиции во время русского наступления осени 1914 года. Позже они успешно действовали и на итальянском фронте у реки Изонцо.
В австрийской армии на бронепоезда, имевшиеся в строю, во время первой мировой уставами возложены задачи:
1. прикрытие перевозки и мест выгрузки войск; разведка и налеты на вражескую территорию;
2. захват железнодорожных станций, разъездов, мостов и туннелей;
3. быстрое восстановление поврежденного железнодорожного полотна;
4. оборона и решающий удар в бою в полосе железной дороги;
5. фланговое прикрытие пехотных подразделений и частей, при их действиях в полосе железной дороге;
6. прикрытие пехоты при выход из боя; огонь с закрытой позиции в как артиллерийская батарея;
7. бой с вражескими с бронепоездами;
8. действия в береговой обороне.

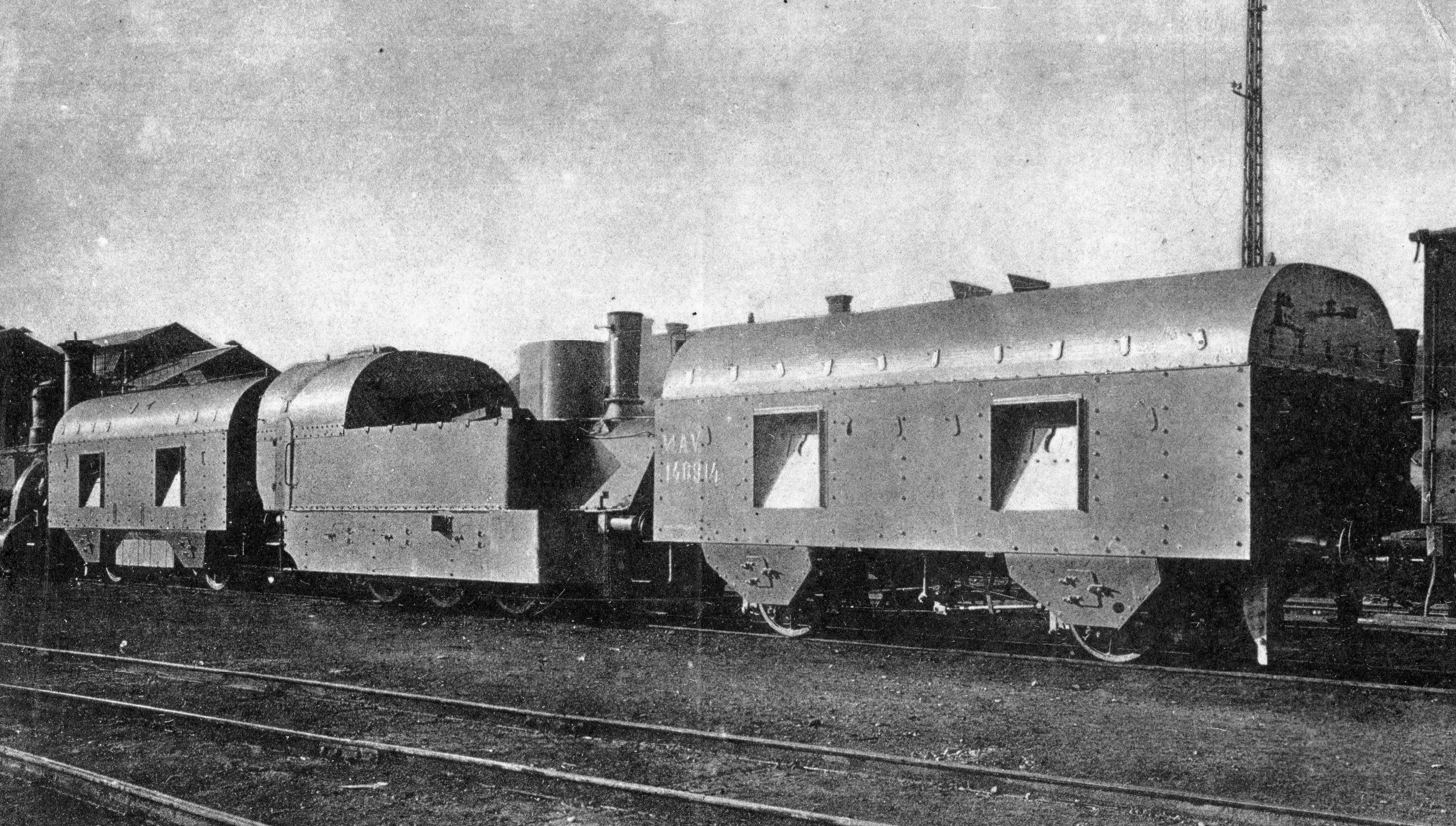
Panzerzug № II или Panzerzug № V или VI. Артиллерийского броневагона не видно

13 августа 1915 года бепо Panzer Zug II совершил налет на станцию Монфальконе, занятую итальянцами, для поддержки пехоты, наступавшей на станцию. Под сильным артиллерийским и пулеметным огнем итальянцев, австрийская пехота залегла, и командир бепо решил самостоятельно двигаться на Монфальконе. Прорвав сторожевое охранение итальянцев, бепо ворвался на станцию, огнем нанеся большие потери противнику.
После налета бепо отошел под итальянским артиллерийским огнем к тоннелю, где укрылся. В горном рельефе местности, где вели бои, австро-венгры часто использовали тоннели как укрытия для бронепоездов.
В сентябре, этот бепо, находившийся в подчинении командира 16-го австро-венгерского армейского корпуса, находился в туннеле Кастагнавица. Итальянцы часто подвергали сильному ариллерийскому обстрелу левый фланг 1-й австро-венгерской горной бригады у Цагора со стороны туннеля Бабинрук.
Противник закрепился у выхода из туннеля, и лобовые удары австро-венгров на итальянцев в блиндажах безуспешны. Поэтому австро-венгерское командование, убедившись в невозможности прорваться пехотой через итальянские укрепления, решило использовать бепо Panzer Zug II.
Командир бронепоезда с артиллерийских наблюдательных пунктов изучил местность и расположение итальянских войск, нашел неисправные пути и разработал план ночной атаки на туннель Бабинруб.
11 сентября в 22 часа бронепоезд покинул место стоянки. Вскоре после прохождения моста Салкано экипаж бронепоезда исправил путь у разрушенного блокпоста. После устранении препятствия бронепоезд, имея впереди разведывательный дозор и бригаду починки пути, двинулся вперед по пути со многими искусственными сооружениями.
Движение бронепоезда и производимые его экипажем восстановительные работы маскировали темнота и туман, и шум горной речки Изонцо. Итальянцы приближение австрийского бронепоезда упустили.
Но бронепоезд в исходное положение для атаки, несмотря на благоприятные обстоятельства, к назначенному часу не прибыл: из-за необнаруженного повреждения рельса контрольная платформа одним колесом сошла с пути, вскоре поднята с помощью соединительных накладок.
В четыре часа 30 минут утра Panzer Zug II, неожиданно для противника, появился в предрассветных сумерках в 100 метрах от туннеля. Противник его встретил пулеметным огнем. Но ручные гранаты и огонь с бронепоезда помогли десантному отряду выбить итальянцев из туннеля на Плава.
С рассветом бронепоезд под артиллерийским огнем итальянцев, нанесшим ему небольшие повреждения, отошел в туннель Кастагнавица. При удачно завершившемся налете на туннель экипажем бронепоезда захвачено 10 пленных, 2 пулемета и 30 винтовок.

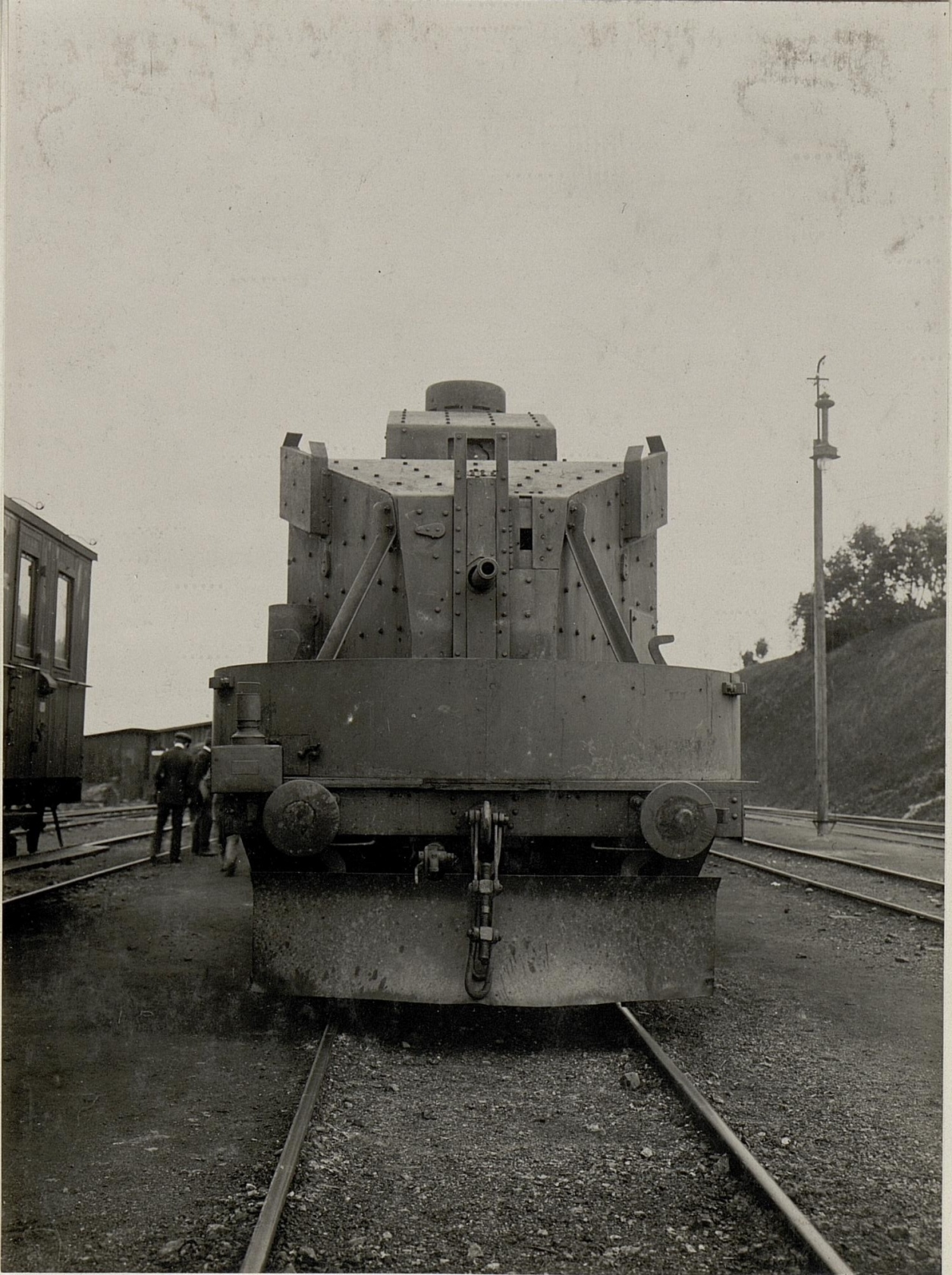
Panzerzug № VIII. Зборов. 1916

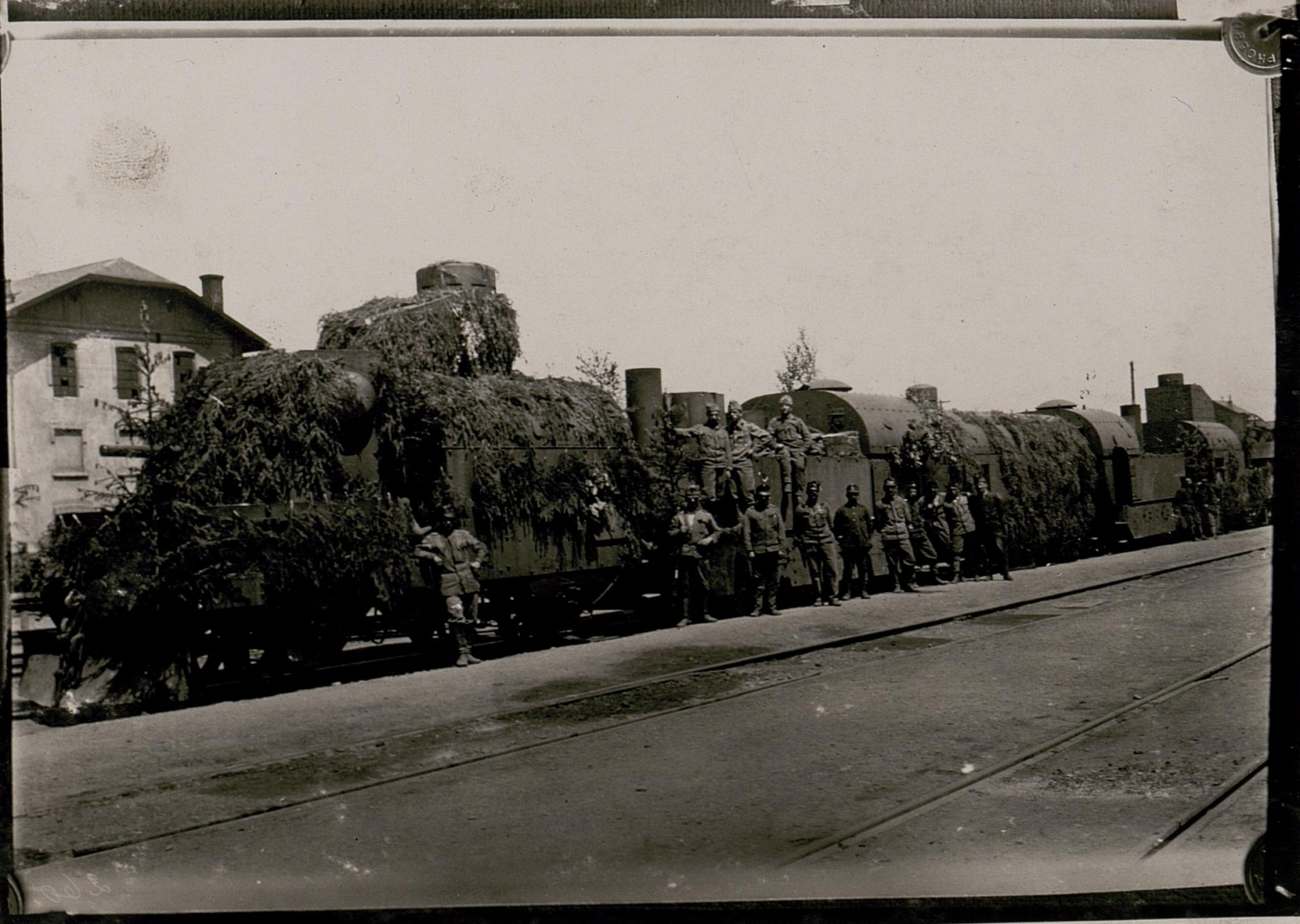
Panzerzug № VIII. Стрый

В 1916 году, после обострения обстановки на Восточном фронте, австрийские бронепоезда были переброшены на восток, где вели бои с русскими и румынами. При наступлении малоактивных румынских войск на Семиградье, которое прикрывалось немногочисленными отрядами австрийского ландвера (ополчения), только бронепоезд позволил австрийским войскам отойти без больших потерь. При этом бронепоезд огнем почти полностью уничтожил румынский батальон, двигавшийся по шоссе вдоль железной дороги.
Но боевое применение бронепоездов против румын недолгое. Румынская армия разгромлена и отошла в румынскую Молдавию, создав много проблем союзникам, особенно русской императорской Армии.

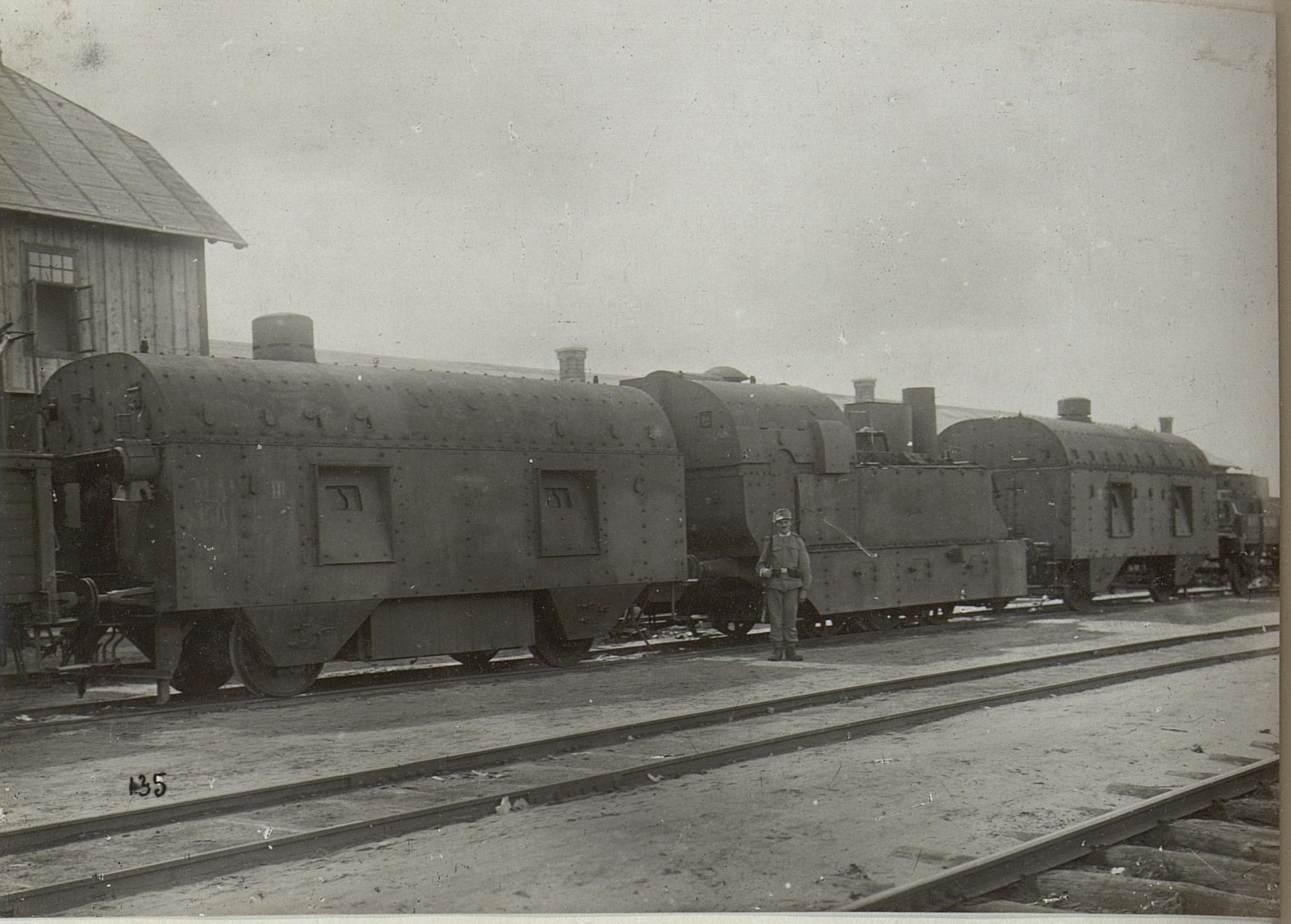
Panzerzug № II. Ковель. 1917

Использование бронепоездов позволило австрийцам в значительной степени спасти разбитые войска и остановить русское наступление летом 1916 года в Галиции. В конце июня 16-го войска Юго-Западного фронта русских наступали на Коломыю. 30-я австрийская пехотная дивизия была в тяжелом положении. Два батальона ее сражались в окружении из последних сил. В этот критический момент в бой вступил бронепоезд Panzer Zug II, приданный 30-й дивизии. Открыв артиллерийский огонь по русским войскам, расположенным вдоль железной дороги, с 300-500 метров огонь из обоих пушек и шести пулеметов, он подавил четыре пулемета и около четырехсот русских, воодушевив австрийскую пехоту. Во второй половине дня экипаж бронепоезда отбил атаку кавалерии, в конном строю пытавшейся захватить поезд. Австро-венгры удержали свои позиции, а пехота вырвалась из окружения.
В 1918 году, после отхода деморализованной болгарской армии, австро-венгерские бронепоезда прикрывали отход своего армейского корпуса через территории Албании и Сербии. В Сербии в конце войны их застало перемирие.